# Megachile alboplumula
Megachile alboplumula is een vliesvleugelig insect uit de familie Megachilidae. De wetenschappelijke naam van de soort is voor het eerst geldig gepubliceerd in 2005 door Wu.